# Rezmondo
Rezmondo est une commune d'Espagne dans la communauté autonome de Castille-et-León, province de Burgos. Elle s'étend sur 6,7 km2 et comptait environ 17 habitants en 2024.

## Location
Rezmondo est situé sur le plateau castillan (meseta ) à une altitude de 835 mètres  et à environ 43 kilomètres à l'ouest-nord-ouest de la ville de Burgos.

## Démographie
| Année      | 1930 | 1950 | 1970 | 1981 | 1991 | 2001 | 2011 | 2021 | 2024 |
| Population | 114  | 141  | 52   | 28   | 27   | 24   | 16   | 21   | 17   |

La mécanisation de l'agriculture et l'abandon des petites exploitations ont entraîné une pénurie d'emplois et un déclin  de la population depuis les années 1950 (exode rural).

## Économie
La région a été largement façonnée par l’agriculture pendant des siècles ; les habitants d'autrefois vivaient essentiellement de manière autarcique , mais l'artisanat et le petit commerce jouaient également un rôle. L'accent a été mis sur la culture de toutes sortes d'arbres, qui ont finalement été plantés dans toute l'Espagne centrale.

## Site touristique
- Église de Sainte-Marie ( Iglesia de Santa María la Mayor )